# سونتجي هانسين
سونتجي هانسين (مواليد 18 مايو 2002) هو لاعب كرة قدم هولندي يلعب كمهاجم في نادي شباب أياكس.

## روابط خارجية
- سونتجي هانسين على موقع قاعدة بيانات كرة القدم.إي يو (الإنجليزية)
- سونتجي هانسين على موقع بيانات كرة القدم. دي إي (الألمانية)
- سونتجي هانسين على موقع ليكيب (الفرنسية)
- سونتجي هانسين على موقع Soccerbase.com (لاعب) (الإنجليزية)
- سونتجي هانسين على موقع Soccerway.com (الإنجليزية)
- سونتجي هانسين على موقع عالم كرة القدم.نت (الإنجليزية)